# Super League 2012/13 (Griekenland)
De Super League is de hoogste voetbaldivisie in Griekenland. In deze competitie spelen zestien clubs waarvan de nummers 15 en 16 degraderen naar de Beta Ethniki. De nummer 1 plaatste zich voor de groepsfase van de UEFA Champions League 2013/14. De nummers 2 t/m 5 speelden in een onderlinge play-off voor de overige Europese tickets (Voorronde UEFA Champions league 1x en voorronde UEFA Europa League 3x).
Olympiakos werd voor de 40e keer kampioen van Griekenland. PAOK Saloniki, Asteras Tripoli, Atromitos en PAS Giannina zouden in de CL/EL Play-offs de tickets voor Europees voetbal verdelen. AEK Athene degradeerde voor het eerst in zijn 89-jarige bestaan uit de Griekse Super League. Kerkyra degradeerde na drie seizoenen actie geweest te zijn op het hoogste niveau.

## Teams
De volgende teams spelen in de Premier League tijdens het seizoen 2012/13.
| Club             | Plaats       | Stadion                          | Cap    |
| ---------------- | ------------ | -------------------------------- | ------ |
| AEK Athene       | Athene       | Olympisch Stadion Spyridon Louis | 71.030 |
| Aris Saloniki    | Thessaloniki | Kleanthis Vikelidesstadion       | 22.800 |
| Asteras Tripoli  | Tripolis     | Asteras Tripolisstadion          | 6.430  |
| Atromitos        | Athene       | Peristeristadion                 | 10.200 |
| Kerkyra          | Korfoe       | Korfoestadion                    | 2.685  |
| Levadiakos       | Lebadeia     | Levadiasstadion                  | 10.200 |
| OFI Kreta        | Kreta        | Pankritikostadion                | 26.240 |
| Olympiakos       | Athene       | Georgios Karaiskákisstadion      | 33.296 |
| Panathinaikos FC | Athene       | Olympisch Stadion Spyridon Louis | 66.132 |
| Panionios        | Athene       | Panioniosstadion                 | 11.700 |
| Panthrakikos     | Komotini     | Komotinistadion                  | 6.198  |
| PAOK Saloniki    | Thessaloniki | Toumbastadion                    | 28.701 |
| PAS Giannina     | Ioannina     | Zosimadesstadion                 | 7.500  |
| Platanias FC     | Kreta        | Dimotiko Stadio Perivolion       | 4.000  |
| Veria            | Berroia      | Veriastadion                     | 9.300  |
| Xanthi           | Xanthi       | Skoda Xanthi Arena               | 7.422  |

## Ranglijst

### Eindstand
| Pos | Club              | Gs | W  | G  | V  | Pnt | Dv | Dt | Ds  |
| --- | ----------------- | -- | -- | -- | -- | --- | -- | -- | --- |
| 1   | Olympiakos K      | 30 | 24 | 5  | 1  | 77  | 64 | 16 | +48 |
| 2   | PAOK Saloniki     | 30 | 18 | 8  | 4  | 62  | 46 | 19 | +27 |
| 3   | Asteras Tripoli 1 | 30 | 17 | 5  | 8  | 56  | 41 | 25 | +16 |
| 4   | Atromitos         | 30 | 11 | 13 | 6  | 46  | 26 | 22 | +4  |
| 5   | PAS Giannina      | 30 | 12 | 8  | 10 | 44  | 28 | 24 | +4  |
| 6   | Panathinaikos FC  | 30 | 10 | 12 | 8  | 40  | 32 | 30 | +2  |
| 7   | Xanthi            | 30 | 10 | 10 | 10 | 40  | 28 | 26 | +2  |
| 8   | Panionios         | 30 | 11 | 3  | 16 | 36  | 35 | 42 | -7  |
| 9   | Platanias FC      | 30 | 10 | 6  | 14 | 36  | 29 | 42 | -13 |
| 10  | Panthrakikos      | 30 | 10 | 6  | 14 | 36  | 30 | 33 | -3  |
| 11  | Levadiakos        | 30 | 9  | 7  | 14 | 34  | 21 | 35 | -14 |
| 12  | Veria             | 30 | 8  | 9  | 13 | 33  | 30 | 35 | -5  |
| 13  | Aris Saloniki     | 30 | 7  | 12 | 11 | 33  | 32 | 40 | -8  |
| 14  | OFI Kreta         | 30 | 8  | 8  | 14 | 32  | 33 | 46 | -13 |
| 15  | AEK Athene        | 30 | 8  | 6  | 16 | 27  | 21 | 36 | -15 |
| 16  | Kerkyra           | 30 | 4  | 8  | 18 | 20  | 16 | 41 | -25 |

### Legenda
| Kleur | Kwalificatie voor               |
| ----- | ------------------------------- |
|       | Champions League, Groepsfase    |
|       | CL/EL Play-offs                 |
|       | Degradatie naar de Beta Ethniki |

1 Doordat bekerwinnaar Olympiakos als kampioen de groepsfase van de UEFA Champions League ingaat zal Asteras Tripoli als verliezend bekerfinalist de Europa League ingaan. Via de CL/EL Play-offs kan Asteras Tripoli alsnog de voorronde van de Champions League ingaan.

### CL/EL Play-offs
| Pos | Club            | Gs | W | G | V | Pnt | Dv | Dt | Ds |
| --- | --------------- | -- | - | - | - | --- | -- | -- | -- |
| 1   | PAOK Saloniki   | 6  | 3 | 0 | 3 | 13  | 7  | 7  | 0  |
| 2   | Atromitos       | 6  | 3 | 2 | 1 | 11  | 8  | 5  | +3 |
| 3   | Asteras Tripoli | 6  | 2 | 1 | 3 | 9   | 6  | 7  | -1 |
| 4   | PAS Giannina    | 6  | 2 | 1 | 3 | 7   | 6  | 8  | -2 |

### Legenda
| Kleur | Kwalificatie voor                |
| ----- | -------------------------------- |
|       | Derde voorronde Champions League |
|       | Play-offs ronde Europa League    |
|       | Derde voorronde Europa League    |
|       | Tweede voorronde Europa League   |

## Statistieken

### Topscorers
Dit betreft enkel de statistieken van de reguliere competitie en niet van de CL/EL Play-offs
| pos | Speler                 | Club             | G  |
| --- | ---------------------- | ---------------- | -- |
| 1.  | Rafik Djebbour         | Olympiakos       | 20 |
| 2.  | Stefanos Athanasiadis  | PAOK Saloniki    | 13 |
| 3.  | Konstantinos Mitroglou | Olympiakos       | 11 |
|     | Dimitrios Papadopoulos | Panthrakikos     | 11 |
| 5.  | David Aganzo           | Aris Saloniki    | 9  |
|     | Branca Ilić            | PAS Giannina     | 9  |
|     | Emanuel Perrone        | Asteras Tripolis | 9  |
|     | Dimitrios Salpigidis   | PAOK Saloniki    | 9  |
|     | Toché                  | Panathinaikos    | 9  |

AEK Athene ·
Aris Saloniki · 
Asteras Tripolis · 
Atromitos · 
AE Kifisia ·
PAS Lamia · 
OFI Kreta · 
Olympiakos Piraeus · 
Panathinaikos · 
Panetolikos · 
MGS Panserraikos ·
PAOK Saloniki · 
PAS Giannina ·
Volos
Nationale competities:
Albanië · Armenië · België · Bosnië en Herzegovina · Bulgarije · Cyprus · Denemarken · Duitsland · Engeland · Estland ('12 '13) · Faeröer ('12 '13) · Finland ('12 '13) · Frankrijk · Griekenland · Hongarije · Ierland ('12 '13) · IJsland ('12 '13) · Israël · Italië · Kazachstan ('12 '13) · Kroatië · Letland ('12 '13) · Litouwen ('12 '13) · Luxemburg · Montenegro · Nederland · Noorwegen ('12 '13) · Oekraïne · Oostenrijk · Polen · Portugal · Roemenië · Rusland · San Marino · Schotland · Servië · Slovenië · Slowakije · Spanje · Tsjechië · Turkije · Zweden · Zwitserland
Europese competities: Super Cup 2013 · Champions League · Europa League